# Austmusia
Genre
Austmusia est un genre d'araignées aranéomorphes de la famille des Desidae.

## Distribution
Les espèces de ce genre sont endémiques d'Australie. Elles se rencontrent en Nouvelle-Galles du Sud et au Victoria.

## Liste des espèces
Selon World Spider Catalog (version 18.5, 15/11/2017) :
- Austmusia kioloa Gray, 1983
- Austmusia lindi Gray, 1983
- Austmusia wilsoni Gray, 1983

## Publication originale
- Gray, 1983 : A new genus of spiders of the subfamily Metaltellinae (Araneae, Amaurobioidea) from southeastern Australia. Proceedings of the Linnean Society of New South Wales, vol. 106, p. 275-285 (texte intégral).